# Nazionale femminile under 23 di pallavolo della Cina
La nazionale Under-23 di pallavolo femminile della Cina è una squadra asiatica e oceaniana composta dalle migliori giocatrici di pallavolo della Cina con un'età inferiore di 23 anni ed è posta sotto l'egida della Federazione pallavolistica della Cina.

## Risultati

### Campionato mondiale under 23
| Edizione | Piazzamento | Formazione   |
| -------- | ----------- | ------------ |
| 2013     | 1º posto    | Convocazioni |
| 2015     | 5º posto    | Convocazioni |
| 2017     | 7º posto    | Convocazioni |

### Campionato asiatico e oceaniano under 23
| Edizione | Piazzamento     | Formazione   |
| -------- | --------------- | ------------ |
| 2015     | 1º posto        | Convocazioni |
| 2017     | non qualificata | -            |